# اچ‌دی ۲۴۴۷۹
اچ‌دی ۲۴۴۷۹ یک ستاره است که در صورت فلکی زرافه قرار دارد.